# Rinaldo Martino
Rinaldo Fioramonte Martino (Rosario, 6 novembre 1921 – Buenos Aires, 15 novembre 2000) è stato un calciatore argentino naturalizzato italiano, di ruolo centrocampista o attaccante.

## Caratteristiche tecniche
Si guadagnò in patria il soprannome di Zampa di velluto per via delle sue grandi e raffinate qualità tecniche nonché, stante queste, per la capacità di proporsi in campo quasi da comprimario; ciò anche a fronte di un carattere, in campo come nella vita, altruista quanto malinconico.
Venne descritto come un estroso interno destro, di fatto un regista offensivo che eccelleva sia nell'impostazione, dettando al meglio i tempi alla squadra a seconda del momento, sia sotto l'aspetto realizzativo. Tutto ciò anche grazie all'essere sorretto da un'ottima struttura fisica, soprattutto per quanto concerneva i possenti arti inferiori.
Capace di unire al meglio spettacolarità e concretezza, si dimostrò avvezzo ai virtuosismi — era molto abile, in particolar modo, nel dribbling nello stretto — nonché a finalizzare in prima persona le azioni offensive della squadra; allo stesso modo, all'occorrenza metteva con successo le sue qualità al servizio di un gioco corale, grazie a precisi lanci che sovente si trasformavano in assist vincenti per i compagni di attacco.

## Carriera
Argentino di origine italiana, si mise in evidenza negli anni 40 con la maglia del San Lorenzo prima e dell'Argentina poi, vincendo a metà del decennio il titolo nazionale con il Ciclón e due edizioni consecutive del Campeonato Sudamericano con l'Albiceleste.
Nell'estate del 1949 approdò nella terra degli avi, ingaggiato dalla Juventus del presidente Gianni Agnelli, in cerca di rivalsa dopo anni da comprimaria. A Torino, pur a fronte di una non più giovane età, Martino emerse tra i maggiori protagonisti della squadra di Jesse Carver che dopo tre lustri riportò lo scudetto sopra le maglie bianconere, ottenendo con le sue prestazioni anche la chiamata da oriundo nell'Italia; ciò nonostante, al termine dell'unica e vittoriosa stagione juventina decise di tornare in Sudamerica, per soddisfare il volere della consorte non ambientatasi oltreoceano.
Spese quindi l'ultima parte della carriera tra Argentina e Uruguay, vestendo le casacche del Nacional (con cui conquistò altri due campionati nazionali), del Boca Juniors e del Cerro prima di lasciare l'attività agonistica nel 1953.

## Statistiche

### Cronologia presenze e reti in nazionale
| Cronologia completa delle presenze e delle reti in nazionale ― Italia | Cronologia completa delle presenze e delle reti in nazionale ― Italia | Cronologia completa delle presenze e delle reti in nazionale ― Italia | Cronologia completa delle presenze e delle reti in nazionale ― Italia | Cronologia completa delle presenze e delle reti in nazionale ― Italia | Cronologia completa delle presenze e delle reti in nazionale ― Italia | Cronologia completa delle presenze e delle reti in nazionale ― Italia | Cronologia completa delle presenze e delle reti in nazionale ― Italia |
| Data                                                                  | Città                                                                 | In casa                                                               | Risultato                                                             | Ospiti                                                                | Competizione                                                          | Reti                                                                  | Note                                                                  |
| --------------------------------------------------------------------- | --------------------------------------------------------------------- | --------------------------------------------------------------------- | --------------------------------------------------------------------- | --------------------------------------------------------------------- | --------------------------------------------------------------------- | --------------------------------------------------------------------- | --------------------------------------------------------------------- |
| 30-11-1949                                                            | Londra                                                                | Inghilterra                                                           | 2 – 0                                                                 | Italia                                                                | Amichevole                                                            | -                                                                     |                                                                       |
| Totale                                                                |                                                                       | Presenze                                                              | 1                                                                     |                                                                       | Reti                                                                  | 0                                                                     |                                                                       |

## Palmarès

### Club
- Campionato argentino: 1

San Lorenzo: 1946
- Campionato italiano: 1

Juventus: 1949-1950
- Campionato uruguaiano: 2

Nacional: 1950, 1952

### Nazionale
- Campeonato Sudamericano de Football: 2

Argentina: Cile 1945, Argentina 1946

### Individuale
- Capocannoniere del campionato argentino: 1

1942 (25 gol)